# スカイライン -逆襲-
『スカイライン -逆襲-』（スカイライン ぎゃくしゅう、原題：Skylin3s）は、2020年制作のSFアクション映画。イギリス・スペイン・リトアニア合作。
地球に襲来した宇宙人と地球人との戦いを描いたSFアクション映画『スカイライン』シリーズの第3作にして完結編。
第33回東京国際映画祭特別招待作品。

## あらすじ
ある日突然、地球を襲ったエイリアン“ハーベスター”は人間を捕らえ、その脳を“パイロット”と呼ばれるサイボーグに移植、奴隷として使用し、地球を支配していた。
それから15年後、ハーベスターの宇宙船が放つ青い光の影響で特殊なDNAを身に付けたローズは、抵抗軍を結成してハーベスターと戦う。

## キャスト
※括弧内は日本語吹替声優。
- ローズ・コーリー：リンゼイ・モーガン（園崎未恵）
- レオン伍長：ジョナサン・ハワード（前田一世）
- オーエンス大佐：ダニエル・バーンハード（三宅健太）
- マル博士：ローナ・ミトラ（田村千恵）
- グラント：ジェームズ・コスモ（楠見尚己）
- ラドフォード将軍：アレクサンダー・シディグ（山野井仁）
- フアナ：ヤヤン・ルヒアン（三瓶雄樹）
- ジー：チャ＝リー・ユーン